# Hinchinbrook Island (Alaska)
Hinchinbrook Island è situata nel golfo dell'Alaska (USA) vicino alla costa settentrionale, a sud-ovest della città di Cordova e a ovest del delta del fiume Copper. L'isola si trova all'interno del parco nazionale Chugach (Chugach National Forest). Amministrativamente appartiene alla Census Area di Valdez-Cordova dell'Unorganized Borough, in Alaska, e contava 5 abitanti nel censimento del 2000.
L'isola ha una superficie di 445,438 km² e la sua altezza massima è di 491 m. Si trova a breve distanza da Hawkins Island, tra quest'ultima e Montague Island. Le tre isole chiudono a sud-est lo stretto di Prince William (Prince William Sound). A capo Hinchinbrook, la punta meridionale dell'isola, c'è un faro.

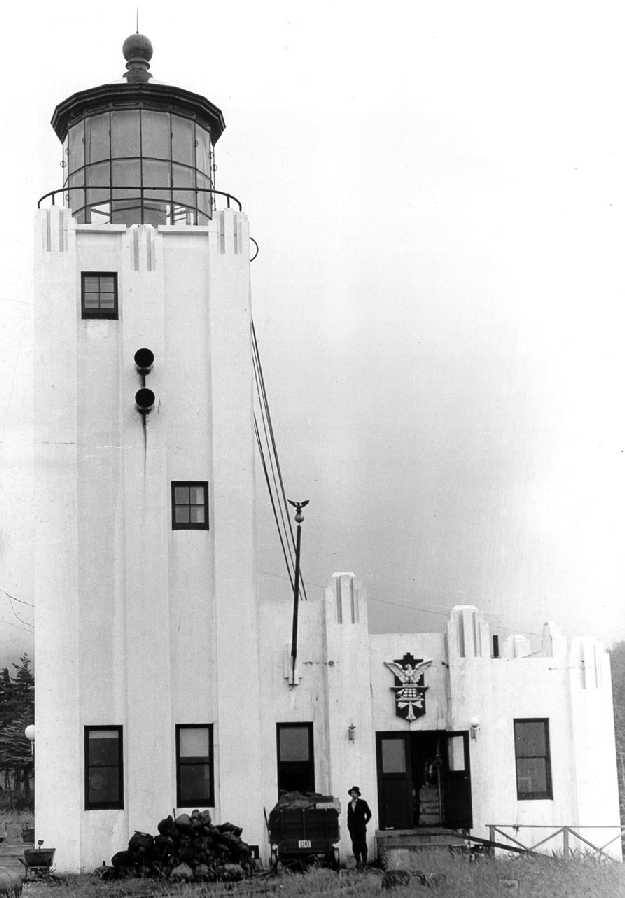
Il faro di capo Hinchinbrook

## Storia
Il 12 maggio 1778, il capitano James Cook della Royal Navy le diede il nome della residenza di famiglia ("Hinchingbrooke House") del suo grande sostenitore John Montagu, IV conte di Sandwich; nel 1779 fu chiamata Santa Maria Magdalena da Ignacio de Arteaga durante la sua spedizione nel nord-est Pacifico assieme a Juan Francisco de la Bodega y Quadra per conto della corona spagnola; il nome Rose Island le fu assegnato nel 1788 dal capitano John Meares della Royal Navy.
All'epoca dello lo sfruttamento commerciale dell'America russa, nel 1791 (secondo altre fonti tra il 1792 e il 1793) il mercante di pellicce russo Lebedev-Lastočkin (Павел Сергеевич Лебедев-Ласточкин), di Jakutsk, costruì il forte Konstantin nel villaggio alutiiq di Nuchek (ora abbandonato) che si trovava nella baia di Port Etches, a sud-ovest dell'isola.
Nel 1852 il capitano Tebenkov della Marina imperiale russa la registrò con il suo nome eschimese: Khtagalyuk, mentre in una mappa russa del 1802 appariva con il nome di Tchalka (остров Тхалка).

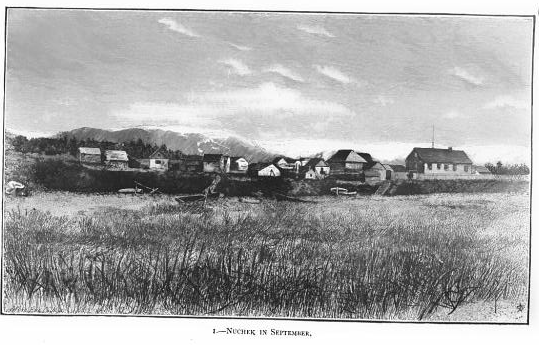
Il villaggio di Nuchek nel 1885.